# خوسانکی
خوسانکی (به چکی: Choťánky) یک منطقهٔ مسکونی در جمهوری چک است که در ناحیه نیمبورک واقع شده‌است. خوسانکی ۴٫۰۲ کیلومتر مربع مساحت و ۴۰۶ نفر جمعیت دارد و ۱۸۹ متر بالاتر از سطح دریا واقع شده‌است.